# Molophilus (Molophilus) colonus
Molophilus (Molophilus) colonus is een tweevleugelige uit de familie steltmuggen (Limoniidae). De soort komt voor in het Nearctisch gebied.